# Gomarus Scholengemeenschap
Scholengemeenschap Gomarus is een reformatorische scholengemeenschap, gevestigd op twee locaties in Nederland (Gorinchem en Zaltbommel). In totaal telde de scholengemeenschap in 2016 ongeveer 1770 leerlingen. De scholengemeenschap is de kleinste van de acht reformatorische middelbare scholen in Nederland.
Het hoofdgebouw van de Gomarus is gevestigd aan de Hoefslag in Gorinchem. Een groot deel van de leerlingen is uit de Bommelerwaard, Tielerwaard of het Land van Heusden en Altena afkomstig, voor hen is er een nevenlocatie  aan de Oude Bosscheweg in Zaltbommel.

## Geschiedenis
De scholengemeenschap is genoemd naar Franciscus Gomarus, een theoloog uit de 17e eeuw. Gomarus, de voorman van de preciezen, was de verklaarde tegenstander van Jacobus Arminius en de rekkelijken. Het geschil ging over de predestinatie. Gomarus, die geen enkele vrije keuze voor de mens mogelijk achtte, won in 1618 het pleit, toen de Synode van Dordrecht de Formulieren van enigheid aannam. Deze vormen, samen met de Bijbel, de grondslag voor het onderwijs aan de school.
De scholengemeenschap is in 1974 gestart als mavo, waarna in 1985 is begonnen met enkele havo-klassen. In dat jaar telde de school 360 leerlingen. Nadat in er 1994 vwo-klassen werd toegevoegd kwam er in 2002 ook een vmbo-afdeling.
In 2011 werd onderzocht of een dependance in de gemeente Zaltbommel tot de mogelijkheden behoorde. Vanwege de enorme kosten die dat met zich meebracht werd daar aanvankelijk van afgezien, maar in 2018 kon deze nevenvestiging toch van start gaan. Ernstig verouderde schoolgebouwen in Gorinchem konden daarna worden gesloten en het hoofdgebouw daar werd uitgebreid.

## Normen en waarden
In de visie van de school dient er een goede samenwerking te zijn tussen kerk, school en gezin. Om de grondslag te bewaren stelt de school eisen aan de leerlingen, aan de gezinnen waaruit de leerlingen afkomstig zijn, en aan het onderwijzend personeel.
- Van de leerlingen wordt gevraagd om zich beleefd en hoffelijk te gedragen. Bovendien worden er eisen gesteld aan kleding, aan lectuur die wordt meegenomen, aan de wijze van mediagebruik op school (om te leren, niet voor ontspanning, op school is internet gefilterd), geen mp3-speler of telefoon tijdens schooltijd (althans niet zichtbaar).
- Van de gezinnen wordt gevraagd dat hun normen en waarden niet te ver van die van de school afwijken. Dat betekent dat men geen televisie heeft en dat het gezin op zondag liefst twee maal naar de kerk gaat. Dat zal meestal een van de bevindelijk gereformeerde kerken zijn.[4]
- Van de docenten wordt verwacht dat zij zowel in hun privéleven als in hun werk de reformatorische normen en waarden in acht nemen.

De visie van de school hangt samen met deze identiteit. Men streeft naar gezonde gezagsverhoudingen met zorg voor de leerlingen vanuit het specifiek levensbeschouwelijk gezichtspunt.
Op 27 maart 2021 verscheen in NRC Handelsblad een artikel waarin acht oud-leerlingen hun negatieve ervaringen op het gebied van acceptatie van homoseksualiteit beschrijven. Een van de leerlingen gaf aan door een vertrouwenspersoon en een zorgcoördinator van de school gedwongen te zijn haar homoseksualiteit op te biechten aan haar ouders in het bijzijn van de betreffende docent. Minister voor Basis- en Voortgezet Onderwijs en Media Arie Slob (ChristenUnie) kondigde naar aanleiding van deze publicatie een onderzoek door de onderwijsinspectie aan. De scholengemeenschap eiste in augustus via een kort geding een verbod op de publicatie van het rapport van de inspectie. De rechter besloot dat het rapport gepubliceerd mocht worden. Op 17 september stuurde minister Slob het rapport naar de Tweede Kamer en deelde de onderwijsinspectie met het schoolbestuur dat zij aangifte had gedaan. Een debat in de plenaire zaal van de Tweede Kamer volgde op 30 september. Via een Wob-verzoek werden op 30 november 2021 de documenten omtrent het uitgevoerde onderzoek geopenbaard. Uit de geopenbaarde 'notitie seksualiteit' bleek dat leraren ook elkaar moesten verklikken indien ze wisten dat een collega een homoseksuele relatie had.
Het Reformatorisch Dagblad besteedde in september 2021 door middel van een reeks lange artikelen ruim aandacht aan de omgang met homoseksualiteit op de Gomarus.

## Streekschool
De Gomarus is een streekschool met een groot achterland. De reformatorische leerlingen reizen tot 35 km ver en komen uit de provincies Zuid-Holland, Noord-Brabant, Utrecht en Gelderland. De leerlingen komen van Sliedrecht tot Geldermalsen; en van Vianen tot Loon op Zand. Ze spreken een groot aantal verschillende dialecten, reden voor de school om hiermee een project te beginnen.[dode link]. Leerlingen reizen niet alleen met de fiets en de bus, maar vanwege de geografische omstandigheden ook vaak met een veerpont.

## Trivia
- De bouw van het schoolgebouw aan de Hoefslag in Gorinchem vond in 1996 tegelijkertijd plaats met de naastgelegen nieuwbouw van de moskee van de Turkse gemeenschap. Deze combinatie trok veel media-aandacht.[bron?]